# Edward Towle Brooks
Pour les articles homonymes, voir Brooks.
Edward Towle Brooks  (6 juillet 1830 - 5 août 1897) est un avocat et homme politique fédéral du Québec.

## Biographie
Né à Lennoxville dans le Bas-Canada, il est le fils de Samuel Brooks. Il étudia au Dartmouth College dans le New Hampshire aux États-Unis, où il étudie le droit avec John Sewell Sanborn. Nommé au Barreau en 1854, il devint procureur de la couronne dans le district de St. Francis en 1862. En 1875, il est nommé au Conseil de la Reine et élu bâtonnier du Barreau dans le district de St. Francis. Il devint ensuite administrateur au Collège Bishop.s et juge puiné à la Cour supérieure du Québec. Due à une santé fragile, il se retira de toute charge juridique en 1895 et mourut deux ans plus tard à Sherbrooke.
Élu député du Parti conservateur dans la circonscription fédérale de Ville de Sherbrooke en 1872, il fut réélu en 1874 et en 1878. Il ne se représenta pas en 1882.
Parmi ses jugements connus, figure la condamnation de Donald Morrison à 18 années de travaux forcés.